# Lôi Dương
Huyện Lôi Dương là huyện thuộc phủ Thanh Đô được đặt tên đời Lê Thánh Tông năm Hồng Đức 10 (1469) khi mà thực hiện định bản đồ cả nước.